# کارلوس ماریگلا
کارلوس ماریگلا (به پرتغالی: Carlos Marighella) (زاده ۱۹۱۱ - درگذشته ۱۹۶۹) انقلابی برزیلی بود که رهبر حرکت آزادی‌بخش ملی بود.
تاکتیک‌های او بعدها الهام بخش بریگادهای سرخ ایتالیا، ارتش سرخ آلمان، و ارتش جمهوری‌خواه ایرلند شد. او به جرم «هواداری از حکومت کوبا» از حزب کمونیست برزیل اخراج شد. در سال ۱۹۶۹ در عملیات کمین پلیس برزیل کشته شد.

## آثار
- کتاب‌دستی کوچک چریک شهری
- برای آزادی برزیل